# Starrrrrrr/涙がこぼれそう
『starrrrrrr/涙がこぼれそう』（スター/なみだがこぼれそう）は、[Champagne]の通算6枚目のシングル。2013年1月23日にRX-RECORDSからリリースされた。

## 概要
前作「Kill Me If You Can」約6ヶ月ぶりのシングル。また、自身初の両A面シングルである。
本作にはCDだけでなく、「starrrrrrr feat. GEROCK」のミュージック・ビデオとメイキング映像が収録された、DVDも付属している。

## 収録曲
- 全作詞・作曲：川上洋平

1. starrrrrrr feat. GEROCK [4:57]
天然炭酸水「ゲロルシュタイナー」が企画しているプロジェクト「GEROCK」の第3弾コラボ曲。「r」は7個つくのが正しいタイトル表記である。
信用金庫スペシャル福島高校駅伝2018中継テーマソング
2013年2月1日放送のテレビ朝日系『ミュージックステーション』に初出演を果たし、この楽曲を披露した。
この曲は、RUSH BALL2012に出演した際、夜になってもオーディエンスを沸かせるサカナクションを見た川上が、悔しいという感情を抱いたことから生まれた楽曲である[3][4]。
2. 涙がこぼれそう [4:04]
ミュージック・ビデオには、モデルの飯豊まりえが出演している。
MVではメンバーがそれぞれの楽器を交代しながら演奏している。
3. 12/26以降の年末ソング（Live at SHIBUYA-AX） [6:01]
2012年6月29日に、SHIBUYA-AXにて行われたワンマンツアー「TOUR Schwarzenegger 2012」のでのLIVE音源[3]。